# Lorsica
Lorsica (en ligur Lòrsega) és un comune italià, situat a la regió de la Ligúria i a la ciutat metropolitana de Gènova. El 2011 tenia 513 habitants.

## Geografia
Es troba en la petita vall de Fontanabuona, a l'est de Gènova. Té una superfície de 9,71 km² i les frazioni d'Acqua di Sopra, Barbagelata, Castagneto, Figarolo, Monteghirfo (compartida amb el comune de Favale di Malvaro) i Verzi. Les localitats de Costafinale, Scorticata i Pian della Chiesa es troben a l'exclavament de Barbagelata, que s'estén per la vall Trebbia i la vall d'Aveto. Limita amb les comunes de Cicagna, Favale di Malvaro, Moconesi, Montebruno, Neirone, Orero, Rezzoaglio i Torriglia.